# Pseuderanthemum maculatum
Pseuderanthemum maculatum es una especie de planta floral del género Pseuderanthemum, familia Acanthaceae.
Especie nativa de islas Salomón y Vanuatu. Introducida en Camerún, islas Carolinas, Ecuador, El Salvador, Fiyi, islas Gilbert, Honduras, Maldivas, Marianas, Birmania, Nueva Caledonia, Nicaragua, Niue, Panamá, Puerto Rico, Sri Lanka, Tailandia, Trinidad y Tobago, Tuamotu, isla 
Tubuai, Tuvalu, Venezuela y Vietnam.

## Descripción
Esta especie tiene hojas de color amarillo cremoso con verde. Las pequeñas flores blancas tienen manchas de color rosa púrpura que se concentran en la base de los pétalos.